# ISY1
ISY1 (англ. ISY1-RAB43 readthrough) – білок, який кодується однойменним геном, розташованим у людей на 3-й хромосомі. Довжина поліпептидного ланцюга білка становить 285 амінокислот, а молекулярна маса — 32 992.
| 10         |  | 20         |  | 30         |  | 40         |  | 50         |
| ---------- |  | ---------- |  | ---------- |  | ---------- |  | ---------- |
| MARNAEKAMT |  | ALARFRQAQL |  | EEGKVKERRP |  | FLASECTELP |  | KAEKWRRQII |
| GEISKKVAQI |  | QNAGLGEFRI |  | RDLNDEINKL |  | LREKGHWEVR |  | IKELGGPDYG |
| KVGPKMLDHE |  | GKEVPGNRGY |  | KYFGAAKDLP |  | GVRELFEKEP |  | LPPPRKTRAE |
| LMKAIDFEYY |  | GYLDEDDGVI |  | VPLEQEYEKK |  | LRAELVEKWK |  | AEREARLARG |
| EKEEEEEEEE |  | EINIYAVTEE |  | ESDEEGSQEK |  | GGDDSQQKFI |  | AHVPVPSQQE |
| IEEALVRRKK |  | MELLQKYASE |  | TLQAQSEEAR |  | RLLGY      |  |            |

A: Аланін

C: Цистеїн

D: Аспарагінова кислота

E: Глутамінова кислота

F: Фенілаланін

G: Гліцин

H: Гістидин

I: Ізолейцин

K: Лізин

L: Лейцин

M: Метіонін

N: Аспарагін

P: Пролін

Q: Глутамін

R: Аргінін

S: Серин

T: Треонін

V: Валін

W: Триптофан

Кодований геном білок за функцією належить до фосфопротеїнів. 
Задіяний у таких біологічних процесах, як процесинг мРНК, сплайсинг мРНК, ацетилювання, альтернативний сплайсинг. 
Локалізований у ядрі.